# (38079) 1999 HF
(38079) 1999 HF là một tiểu hành tinh vành đai chính, with an absolute magnitude of 14.3. Nó được phát hiện qua chương trình tiểu hành tinh Beijing Schmidt CCD ở trạm Xinglong ở tỉnh Hồ Bắc, Trung Quốc ngày 16 tháng 4 năm 1999.